# Циглениця (Гарешниця)
45°33′ пн. ш. 16°56′ сх. д. / 45.55° пн. ш. 16.93° сх. д.
Циглениця (хорв. Ciglenica) — населений пункт у Хорватії, в Б'єловарсько-Білогорській жупанії у складі міста Гарешниця.

## Населення
Населення за даними перепису 2011 року становило 368 осіб.
Динаміка чисельності населення поселення: